# Mulungu do Morro
Mulungu do Morro là một đô thị thuộc bang Bahia, Brasil. Đô thị này có diện tích 517,598 km², dân số năm 2007 là 16124 người, mật độ 31,2 người/km².